# Siglo de caudillos: biografía política de México (1810-1910)
Siglo de Caudillos es un libro escrito por el historiador mexicano Enrique Krauze. El texto comprende el universo sociopolítico mexicano entre 1810 y 1910, abarcando así las etapas de la Independencia, los primeros años de la Independencia de México 
, la Intervención estadounidense en México, la Guerra de Reforma, la intervención francesa y el Porfiriato. Es obvia la influencia de Octavio Paz en la redacción de Krauze al mencionar dicotomías del estilo "tlatoani-caudillo" que el fallecido Premio Nobel utilizaba en su obra.